# 루러우판
루러우판(중국어 정체자: 滷肉飯, 병음: lŭròufàn) 또는 로바쁭(민난어: ló͘-bah-pn̄g)은 타이완과 중국 푸젠의 돼지고기 덮밥이다. 타이완의 국민 음식 가운데 하나로 여겨진다.

## 이름
타이완 북부에서는 루러우판(중국어 정체자: 滷肉飯/魯肉飯, 병음: lŭròufàn) 또는 로바쁭(민난어: ló͘-bah-pn̄g)이라, 타이완 남부에서는 바서쁭(민난어 백화자: bah-sò-pn̄g, 한자: 肉燥飯)이라 불린다. 타이완 남부에서 "로바쁭"이라 불리는 음식은 다지거나 깍둑썰지 않은 돼지고기 삼겹살을 올린 덮밥이며, 이것을 타이완 북부에서 부르는 이름은 "컹바쁭(khòng-bah-pn̄g, 炕肉飯)"이다.
중국어 "루러우(滷肉, lŭròu)", 민난어 "로바(ló͘-bah)"는 "조린 고기"라는 뜻이다. 첫 번째 글자인 "루(滷, lŭ), 로(ló͘)"가 "조리다, 스튜하다"를 뜻하며, 두 번째 글자인 "러우(肉, ròu), 바(bah)"가 "고기"를 뜻한다. 마지막 글자인 "판(飯, fàn), 쁭(pn̄g)"은 "밥"을 뜻하는 말이다. "루러우판/로바쁭"은 "조린 고기 밥"이라는 뜻이다. 타이완에서 "滷" 대신에 음이 같은 한자인 "魯"를 쓰는 경우가 흔한데, "魯"는 원래 산둥 지역을 가리키는 한자고, "노요리(魯料理)"도 "산둥 요리"를 뜻하기 때문에 미쉐린 그린 가이드 타이완편에서 루러우판을 산둥 음식이라 잘못 소개한 일이 있었다.

## 만들기
돼지고기 삼겹살을 작은 크기로 깍둑썰어 볶아 익힌 다음, 맛술(미주), 간장, 소금, 돌설탕, 오향분 등과 튀긴 샬롯을 넣고 물을 부어 조린다. 흰쌀밥에 얹어 낸다.

## 같이 보기
- 컹바쁭